# املأ الكأس
«املأ الكأس» هي حملة من برنامج الغذاء العالمي التابع للأمم المتحدة (WFP)، وتعتبر أكبر وكالة للمساعدات الإنسانية في العالم. وفي عام 2009، يخطط برنامج الأغذية العالمي لإطعام أكثر من 100 مليون شخص في 77 من أفقر بلدان العالم. حملة «املأ الكأس» تهدف إلى استخدام رمز كأس أحمر لزيادة الوعي بالجوع في العالم، وخاصة بإشراك أطفال المدارس الجياع. وحوالي 59 مليون طفل في سن التعليم الابتدائي يذهبون إلى المدارس في جميع أنحاء العالم النامي، حيث يوجد 23 مليون منهم في 45 دولة أفريقية.

## معلومات أساسية
ويأتي رمز الكأس الأحمر من العديد من الأكواب البلاستيكية والحمراء المملوءة عادة بالعصير والوجبات الأخرى التي تستخدم لإطعام أطفال المدارس في برامج التغذية المدرسية التابعة للبرنامج. عندما بدأت المديرة التنفيذية لبرنامج الأغذية العالمي جوزيت شيران العمل في برنامج الأغذية العالمي، حصلت على واحدة من هذه الكؤوس الحمراء مع خدش اسم «ليلى» في القاع (بعد أن تخلصت من ليلي عند استلامها كأسها الجديد). ونظرًا لأن الكأس كانت أداة واضحة قوية للمساعدة على إظهار للعالم أننا نحتاج إلى قليل من الطعام الذي لإحداث فرق كبير في حياة الطفل، فإن شيران لا تسافر بدونه.
عندما «تملأ الكوب (الكأس)»، فهذا لا يساعد فقط على إطعام الطفل - بل يملأ عقله أيضًا ويغذي مستقبله. إن الكأس الأحمر هو رمز يحدد في الوقت نفسه التحديات التي يواجهها البرنامج والنضال من أجل البقاء وهو مصدر قلق يومي لأولئك الذين يعيشون على حافة الفقر. ويرمز كأس فارغ إلى الجوع وسوء التغذية وغالبًا ما يكون المرض، والأسر الجائعة، والأطفال خارج المدرسة، والمجتمعات المحلية الضعيفة. يمثل الكأس الممتلئة الصحة والتعليم والأمل والأسر المنتجة والمجتمعات القوية.

## التمويل
يعتمد برنامج الأغذية العالمي بالكامل على التبرعات الطوعية. يعتمد برنامج الأغذية العالمي كل عام على سخاء الحكومات والشركات الخاصة وأعضاء الجمهور لتمويل عملياته. في عام 2007، تم استخدام 80 في المائة من الأموال التي صرفها البرنامج لشراء المواد الغذائية لشراء الأغذية في 69 بلدًا ناميًا. هذه المشتريات، في أماكن مثل إثيوبيا وأوغندا وباكستان، هي استثمار رئيسي في الاقتصادات الزراعية الهشة. على عكس الأموال النقدية التي يتم منحها للمستفيدين، فإن سياسة الشراء المحلية هي تحويل نقدي يحمل بعدًا استثماريًا حيث يحصل المزارعون على أموال مقابل إنتاج الغذاء.

## كاكا لاعب نادي ميلان الإيطالي و «املأ الكأس»
كان «أفضل لاعب كرة قدم في العالم»، كاكا، أحد أوائل المشاهير العالميين الذين أيدوا حملة «املأ كأس». كاكا، هو لاعب في كأس العالم مع المنتخب البرازيلي، ويجمع بين مسيرته المهنية كلاعب لنادي ميلان مع دوره كسفير للجوع في برنامج الأغذية العالمي. في شباط / فبراير 2008، أيد كاكا حفل إطلاق «املأ الكأس» في مدينة ميلانو الإيطالية الشمالية، حيث شارك في مؤتمر صحفي إلى جانب المدير التنفيذي لبرنامج الأغذية العالمي، جوزيت شيران، والرئيس جون كوفور من غانا.
وباعتباره أصغر «سفير ضد الجوع»، استخدم كاكا صورته الدولية لتركيز اهتمام قاعدة الجماهير العالمية لكرة القدم الهائلة على التحدي الذي يواجهه البرنامج في التصدي للجوع العالمي.

## درو باريمور والحملة
في مارس / آذار 2008، تبرعت سفيرة برنامج الأغذية العالمي ضد الجوع، الممثلة الأمريكية درو باريمور، بمبلغ مليون دولار أمريكي لبرنامج الأغذية العالمي في «برنامج أوبرا وينفري». سيذهب جزء من تبرعها إلى إطعام آلاف الأطفال في كينيا.
في البرنامج التلفزيوني، أوضحت المديرة التنفيذية جوزيت شيران أنه مقابل 25 سنتًا أمريكيًا فقط في اليوم، يستطيع برنامج الأغذية العالمي توفير وجبة مدرسية تغذي الجثث والعقول وتحول حياة الأطفال.

## برامج التغذية المدرسية
تعمل برامج التغذية المدرسية كمغناطيس لجلب الأطفال إلى المدرسة، وتحسين قدرتهم على التعلم والتركيز. وهي أيضًا من بين أكثر الأدوات فعالية في زيادة الوصول إلى التعليم وتحسين الحالة التغذوية للأطفال. للحصول على الحد الأدنى من الاستثمار، يمكن تحويل الحياة بطرق أساسية. لدى العديد من الدول المتقدمة، بما في ذلك اليابان والولايات المتحدة والمملكة المتحدة وإيطاليا وفرنسا، تاريخ طويل لدعم برامج التغذية المدرسية الوطنية - وهذا دليل على حيوية وفعالية هذه البرامج.
يقدم برنامج الأغذية العالمي الآن وجبات إلى 20 مليون طفل في المدارس - نصفهم تقريبًا من الفتيات. خلال العقود الأربعة الماضية، خرج 28 بلدًا من برامج التغذية المدرسية التابعة لبرنامج الأغذية العالمي، ويقدم معظمهم الآن التغذية المدرسية بمفردهم. تُعتبر الوجبات المدرسية التي يقدمها البرنامج حافزًا كبيرًا للعائلات الفقيرة لإرسال أطفالها إلى المدرسة. ونتيجة لذلك، فإن معدلات الالتحاق بالمدارس والحضور تُعد أعلى بكثير في المدارس حيث يتم تقديم الوجبات. يفتقر العديد من الأطفال إلى الغذاء، فهم غير قادرين على التعلم، مما يعني أنهم يفقدون فرصة للتطور الشخصي الذي ينتهي بهم الأمر برمي الحمل على أسرتهم ومجتمعهم واقتصادهم.

## روابط خارجية
- School Feeding: Feed Minds & Change Lives
- World Food Program USA